# Uwe Rahn
Uwe Rahn (* 21. Mai 1962 in Mannheim-Schönau) ist ein ehemaliger deutscher Fußballspieler.

## Sportliche Laufbahn

### Vereinskarriere
Rahn begann 1970 beim TSV Schönau in seiner Heimatstadt Mannheim das Fußballspielen im Verein. 1975 wechselte er in die Jugendabteilung des benachbarten SV Waldhof Mannheim. 1980 begann mit seinem  Transfer zu Borussia Mönchengladbach Rahns Bundesligakarriere. Am ersten Spieltag der Saison 1980/81 kam er 18-jährig zu seinem Profidebüt, als ihn Trainer Jupp Heynckes im Auswärtsspiel gegen Fortuna Düsseldorf, das mit 1:2 verloren ging, in der Startelf aufbot. Nach 73 Minuten wurde er für Hans-Günter Bruns ausgewechselt. In dieser Saison absolvierte er 14 Partien, seinen ersten Bundesligatreffer erzielte Rahn am 28. März 1981 mit dem 1:0 gegen den MSV Duisburg, dem im selben Spiel, das 4:1 endete, ein weiteres Tor folgte. Nachdem Gladbach im Vergleich zu den 1970ern vor allem zu Anfang der 1980er Jahre in der Bundesliga etwas abgerutscht war, konnte Rahn mit seiner Mannschaft den Einzug ins DFB-Pokalfinale 1984 als Erfolg verbuchen. Er stand in der Startaufstellung des Finalspiels gegen den FC Bayern München, das mit 7:8 nach Elfmeterschießen verloren wurde. Rahn wurde in der 68. Minute ausgewechselt.
1987 wurde Uwe Rahn mit 24 Treffern Torschützenkönig in der Bundesliga und zum Fußballer des Jahres in Deutschland gewählt. Im Sommer dieses Jahres sollte er als Nachfolger des frisch gekürten Weltfußballers Ruud Gullit von Mönchengladbach zur PSV Eindhoven wechseln. Der Wechsel scheiterte jedoch an der Höhe der von Gladbach verlangten Ablösesumme von 15 Millionen Mark, demselben Betrag, den Eindhoven für Gullit bekommen hatte. Ein Wechsel zu Bayern München scheiterte ebenso. In der folgenden Saison fiel Rahn in ein Formtief, von dem er sich nicht mehr erholte.  Im November 1988 wechselte Rahn zum 1. FC Köln, mit dem er unter Christoph Daum zweimal deutscher Vizemeister wurde, ohne an seine frühere Form anknüpfen zu können.
1990 wurde er von Hertha BSC, der in die Fußball-Bundesliga aufgestiegen war, als Hoffnungsträger verpflichtet, konnte aber mit eher mäßigen Leistungen und häufigen Verletzungen den Abstieg nicht verhindern. Anschließend spielte er noch für Fortuna Düsseldorf und Eintracht Frankfurt, ehe er seine Fußballkarriere in der japanischen J-League beendete.

### Auswahleinsätze
In der A-Nationalmannschaft spielte er von 1984 bis 1987 14-mal und erzielte fünf Treffer. Dabei erzielte er bei seinem ersten Länderspieleinsatz gegen Schweden 1984 in Köln mit seinem ersten Ballkontakt nach seiner Einwechselung nach rund 19 Sekunden seinen ersten Treffer für die DFB-Elf. Bis heute ist dies das schnellste Tor eines Debütanten der deutschen Nationalmannschaft.
Im Sommer 1986 wurde er mit der deutschen Nationalmannschaft Vizeweltmeister bei der Weltmeisterschaft in Mexiko. Teamchef Franz Beckenbauer setzte ihn beim Turnier in Mittelamerika jedoch im DFB-Team nicht ein.

### Erfolge
- 1984 DFB-Pokal-Finale
- 1986 Vizeweltmeister
- 1987 Torschützenkönig der 1. Bundesliga
- 1987 Deutschlands Fußballer des Jahres
- 1989 Deutscher Vizemeister
- 1990 Deutscher Vizemeister

## Weiterer Werdegang
Uwe Rahn lebt heute in Landshut, nachdem er lange Jahre mit seiner Ehefrau in Belgien und Italien ansässig war.